# Ioduro di zinco
Lo ioduro di zinco è una molecola ottenuta dalla reazione tra zinco e iodio.
A temperatura ambiente si presenta come un solido bianco con struttura a reticolo covalente e dall'odore caratteristico.

## Sintesi
Può essere sintetizzato con la reazione tra zinco e iodio, con una reazione che libera molto calore.
{\displaystyle {\ce {Zn + I2 -> ZnI2}}}

## Utilizzi
Viene utilizzato in soluzione con sali e polipropilene come liquido di contrasto per le radiografie di materiali compositi.
La sua caratteristica è, infatti, di ostacolare il passaggio dei raggi X più di quanto non facciano i materiali compositi.
Nel XX sec. era utilizzato come potente antisettico.